# Galería Marlborough

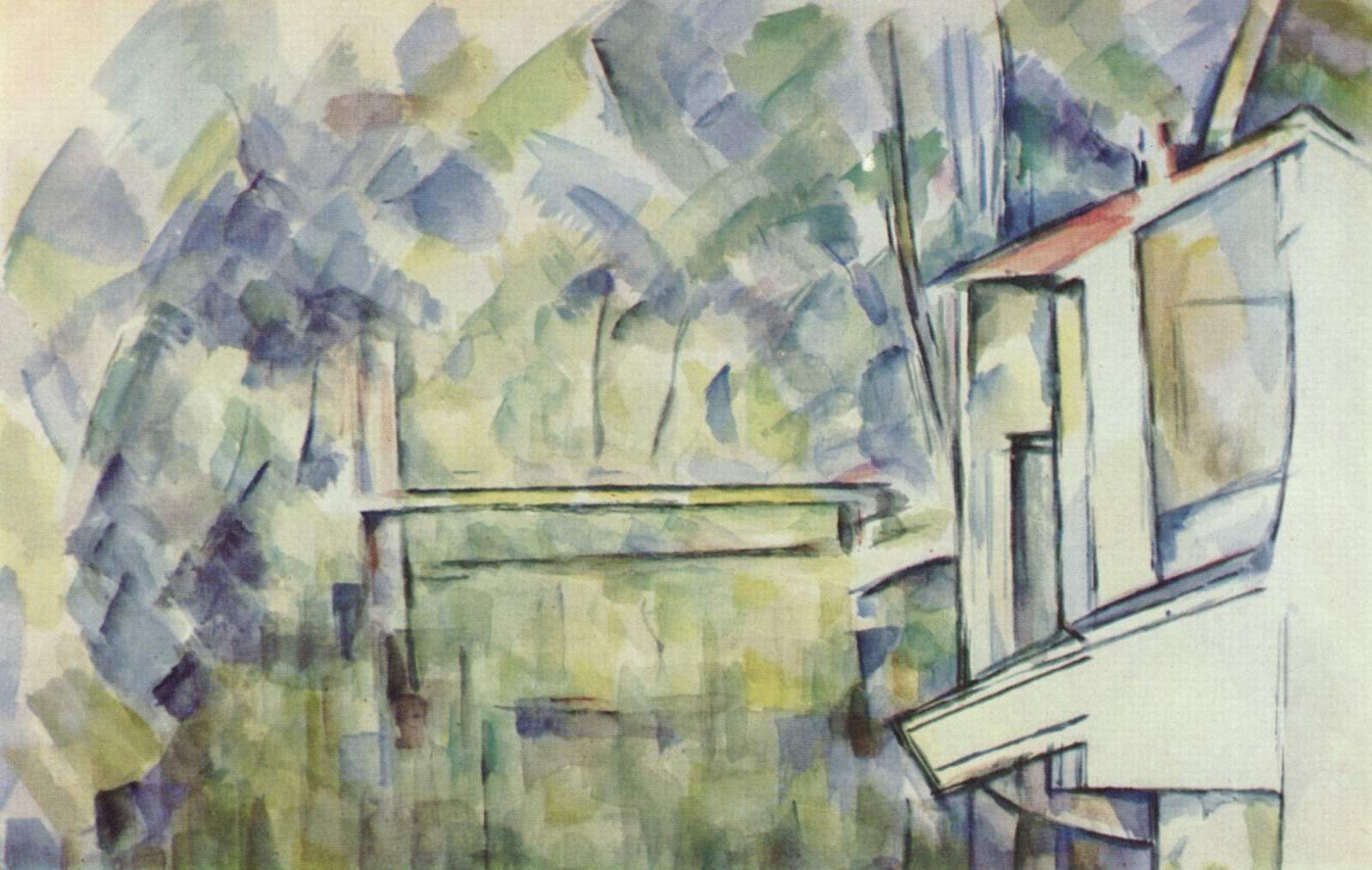
Molino en el río (1900–06) de Paul Cézanne, vendido en Marlborough Fine Art, Londres.

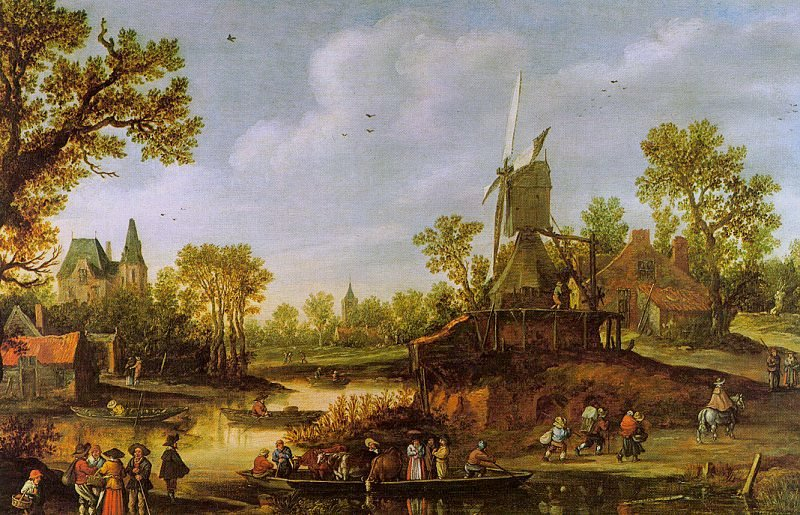
River Landscape whit a Ferry(1625) por Jan van Goyen, vendido por Marlborough Fine Art en 1954.

Galería Marlborough (en inglés: Marlborough Fine Art) es una galería internacional de arte contemporáneo fundada en 1946, en Londres (Reino Unido, por Frank Lloyd y Harry Fischer. Unos años después, en 1963, abrió una segunda galería en Manhattan, Nueva York, EE. UU., en la esquina entre la calle 57 y la avenida Madison, que en 1971 se trasladó al número 40 de la calle 57 West. En 2007 abrió su sede actual en Nueva York, en la calle 24th West, con el nombre de Marlborough Contemporary. Marlborough ha operado distintos espacios en Roma, Tokio, Mónaco, Florida y Santiago de Chile.Actualmente cuenta con sedes en Nueva York, Londres, Madrid y Barcelona.

## Historia
En 1948, los dos fundadores iniciales se unieron a un tercer socio, David Somerset, duque de Beaufort y presidente de Marlborough Fine Art Ltd (Londres). Sus primeras exposiciones fueron muy cuidadas y hacia 1952 Marlborough vendía obras maestras de finales del siglo XIX, bronces de Edgar Degas, pinturas de Mary Cassatt, Paul Signac, Claude Monet, Camille Pissarro, Alfred Sisley o Auguste Renoir, y dibujos de Constantin Guys y Vincent van Gogh.
A finales de los años cincuenta y principios de los sesenta, Marlborough puso en marcha una serie de exposiciones relacionadas con el expresionismo y la tradición alemana moderna: "Art in Revolt, Germany 1905–1925", "Kandinsky, the road to abstraction" y "The painters of the Bauhaus". Exposiciones que fueron seguidas de muestras individuales de artistas importantes como Kurt Schwitters,
Lucian Freud, Barbara Hepworth, Ronald Kitaj, Ben Nicholson, Victor Pasmore, John Piper, Graham Sutherland, Jacques Lipchitz, René Magritte, Max Beckmann, Max Bill, Henri Matisse, Francis Bacon, Henry Moore, Jackson Pollock o del austríaco Egon Schiele.  
Durante las décadas de 1980 y 1990, se llevaron a cabo exposiciones de obras de Stephen Conroy, John Davies, Bill Jacklin, Ken Kiff y Paula Rego. En 1994-95, R.B. Kitaj tuvo una importante exposición retrospectiva, que pasó luego por la Tate Gallery de Londres, viajando al Museo de Arte del Condado de Los Ángeles y al Museo Metropolitano de Nueva York. En 2001, Paula Rego mostró en el Abbot Hall Art Gallery de Kendal, y viajó al Centro de Arte Británico de Yale. Otra exposición retrospectiva de la obra de Paula Rego, comisariada por Marco Livingstone, fue exhibida en el Museo Reina Sofía de Madrid en 2007. La exposición viajó luego al Museo Nacional de Mujeres Artistas de Washington D. C. en 2008. En 2005, Londres celebró una exposición de grabados de los 90 años de edad, Louise Bourgeois. Los grabados de Lucian Freud fueron seguidos por una exposición del artista americano Dale Chihuly.
Durante la década de 1990, Marlborough fue una de las primeras galerías en exhibir arte contemporáneo chino. Ya en 1953, Marlborough hizo una pequeña exposición de dos pintores chinos en Londres y, más adelante, en la siguiente década Marlborough exhibió las pinturas abstractas del artista taiwanés Lin Sho-Yu（zh:林壽宇） (que trabajó en Londres con el nombre de Richard Lin（zh:林壽宇）). La relación de la galería con el arte chino pasó, pues, a una dimensión diferente con la exposición, "Arte Nuevo de China: Correo 1979", realizada en la galería de Londres en 1994.

## Exposiciones
En 2010, la galería presentó la exposición llamada "Celebrar la Musa: Mujeres en las impresiones de Picasso (1905–1968)", una muestras de 204 obras de Pablo Picasso.